# Liorhina nigripes
Liorhina nigripes är en insektsart som beskrevs av Hamilton 1980. Liorhina nigripes ingår i släktet Liorhina och familjen spottstritar. Inga underarter finns listade i Catalogue of Life.